# Бломбос
Бломбос (африк. Blombos, букв. «цветущий лес») — известняковая пещера на южном побережье ЮАР. Пещера получила известность в связи с обнаружением в ней украшений из 41 раковины Nassarius kraussianus и других изделий ранних Homo sapiens, датируемых возрастом около 75 000 лет назад.

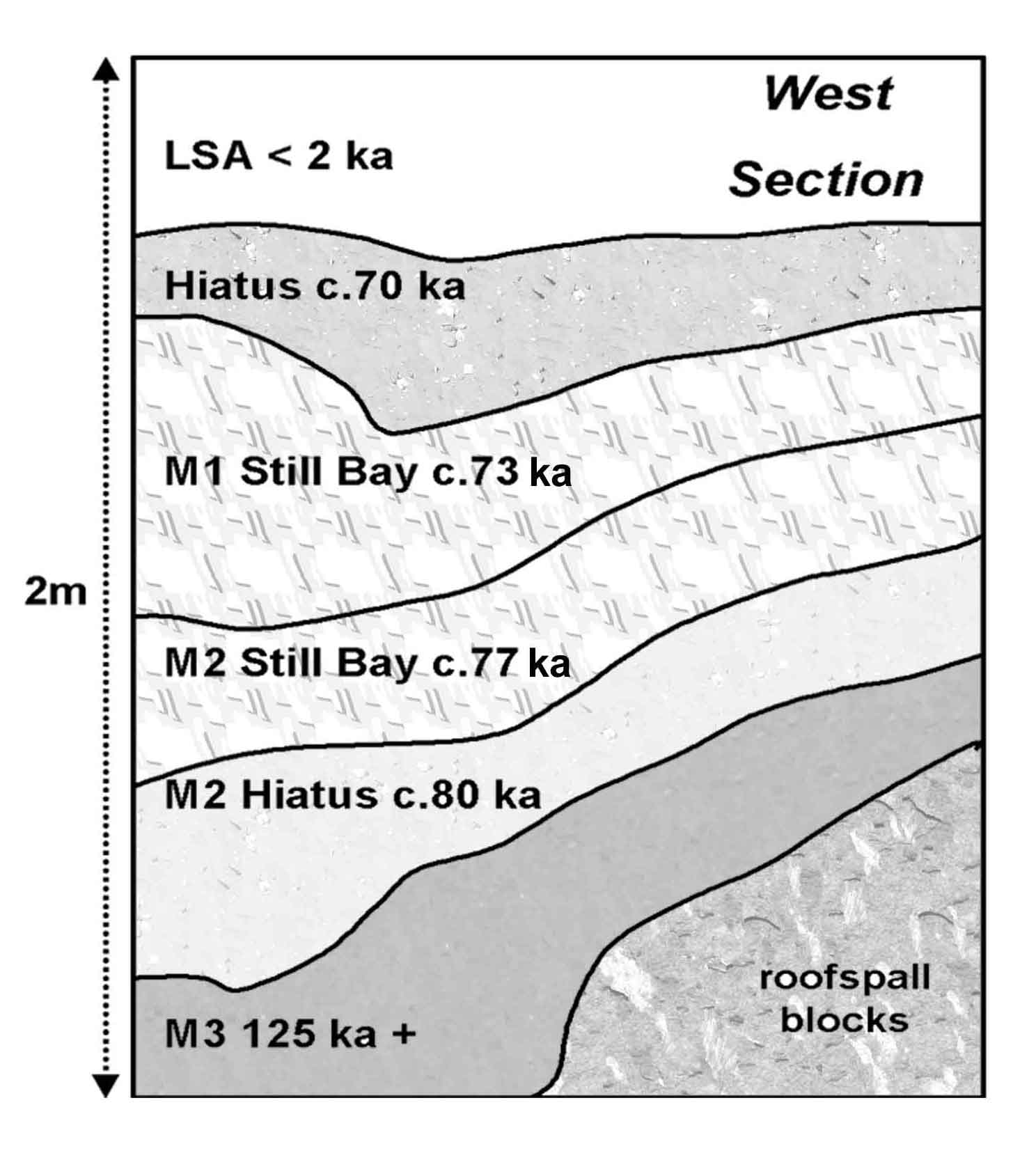
Датировка культурных слоёв пещеры Бломбос. Сверху вниз: поздний каменный век Африки (LSA) менее 2000 лет; слой без археологических находок, около 70 тысяч лет; M1 и M2 Still Bay — первый и второй слои Средний каменный век Африки около 73 000 и около 77 000 лет назад; M2 Hiatus — слой без археологических находок, около 80 тысяч лет; M3 — третий слой среднего каменного века более 125 000 лет назад

Раскопки проводятся с 1991 года. Идентифицированы три культурных слоя, относящихся к среднему каменному веку Африки, М1, М2 и М3, возраст которых составляет около 71, 78 и 100—140 тысяч лет соответственно. Периоды, когда пещера была заселена, чередуются длительными периодами, когда она пустовала. В пещере найдены инструменты из кости, бусы из морских раковин и куски охры, относящиеся к периоду M1, а также костяные орудия и охра в слоях M2 и M3.
Характерным маркером фазы M1 являются остроконечники, типичные для стилбейской индустрии, как законченные, так и на разных стадиях изготовления, рядом с которыми присутствуют небольшие осколки камня, свидетельствующие, что изделия изготовлялись непосредственно в пещере. Всего найдено более 400 остроконечников. Камень, из которых они сделаны, добывали не менее, чем в 30 км от места находок. Судя по характеру царапин, остроконечники использовали как наконечники копья. Способ изготовления остроконечников ранее считался характерным для существовавшей много позже в Европе солютрейской культуры. В некоторых остроконечниках ученые обнаружили следы токсичных веществ растительного происхождения. По мнению исследователей, действие таких веществ приводило к нейротоксическому отравлению жертвы, способствовавшему ее обездвиживанию.
Кроме них найдено более 60 бусин, изготовленных из раковин Nassarius kraussianus. Из них 27, вероятно, составляли ранее одно ожерелье. Аналогичные бусы несколько большего возраста находили на Ближнем Востоке и на севере Африки, на стоянках атерийской культуры. В пещере Бломбос найдено также более 15 изделий из кости периода M1 и два камня с геометрическими (решётчатыми) рисунками охрой. Рисунки на одном из камней, похожие на хештег, датированы возрастом в 73 тыс. л. н., что делает их старейшими известными на сегодняшний день примерами нефигуративного искусства.
Для фазы M2 также характерны изделия из кости, в количестве более 20, но технология обработки камня заметно хуже. В фазе M3 артефакты из кости отсутствуют, а изделия из камня того же происхождения имеют сравнительно грубую отделку, нередко без ретуши. Большие куски охры с гравировкой присутствуют во всех слоях. В нижних слоях очаги очень большие и с многочисленными остатками моллюсков. Остатки костей животных, в количестве более тысячи, принадлежат множеству видов, среди которых рыбы, ластоногие, включая дельфинов, наземные млекопитающие, в основном грызуны, дамановые и мелкие полорогие, а также девять зубов человека, преимущественно молочных, но кости человека отсутствуют. Зубы принадлежали очень грацильным людям, останки которых находят в других регионах Южной Африки.

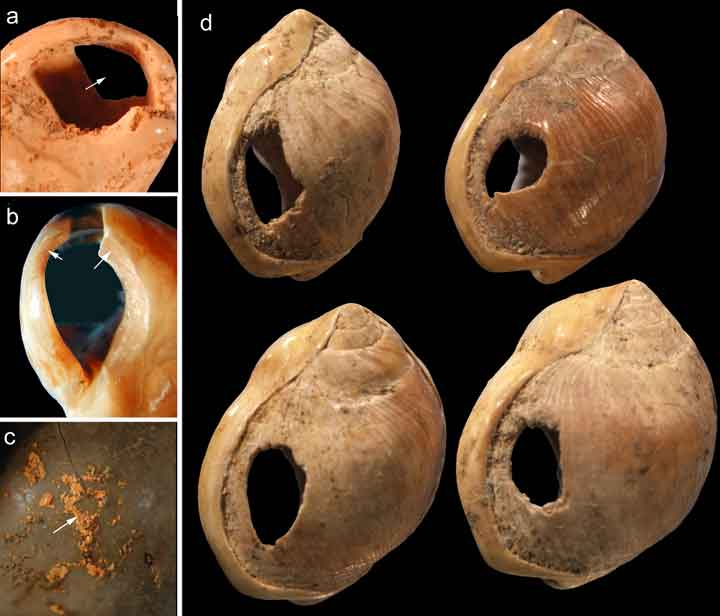
Бусины из раковин Nassarius kraussianus возрастом около 75 000 лет (фото Ф. д’Эррико)
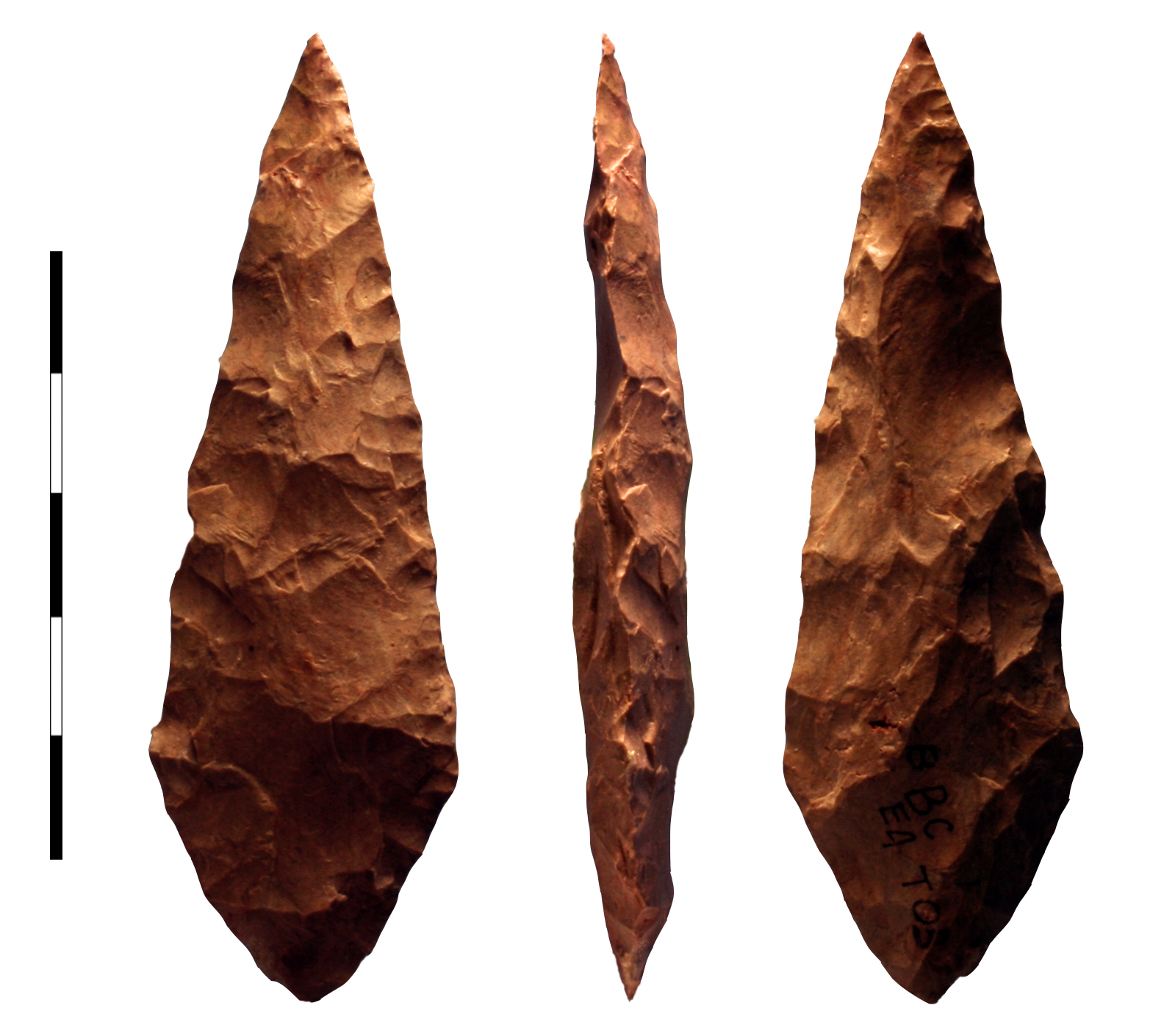
Остроконечники фазы M1
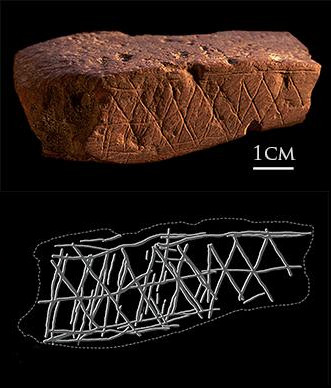

## Климат и окружающая среда
Хотя сейчас от пещеры до моря лишь 100 м, в периоде M1 уровень моря был на 60—70 метров ниже, и береговая линия проходила в 10—25 км от пещеры. В 12 км, в устье реки Гукоу, располагается город Стилбай, где обнаружен ещё один памятник стилбейской культуры, давший название всей культуре. Судя по наносам песка внутри пещеры, в ту эпоху вместо моря под пещерой простирался обширный пляж. Количество остатков раковин в слое M1 минимально, что, вероятно, объясняется отдалённостью берега моря. В фазе M2 уровень моря был выше, но всё же ниже современного, и море отделяло от пещеры около пяти километров. Климат в фазе M2 был тёплым и умеренным, а в фазе M1 сравнительно прохладным. В конце фазы M3 раковин в пещере больше всего, что косвенно указывает на близость береговой линии. Предполагают, что этот период соответствует концу Микулинского (эемского) межледникового периода, когда температуры в среднем были на 1—2 °C выше современных, а уровень моря — на 3 — 10 м выше современного, и оно подходило непосредственно к подножию пещеры, расположенной на 35 м выше современного уровня моря.